# Sanggar Mustika
Sanggar Mustika는 말레이시아의 팝 가수 시티 누르할리자의 여덟 번째 정규 앨범이다. 2002년 3월 10일 수리아 레코드를 통해 발매되었다. 총 4만 장 이상 판매되었으며, 인도네시아에서 75,000 장의 판매량을 기록했다.

## 앨범 개요
<Cindai>, <Sahmura>의 뒤를 이은 세 번째 전통음악 앨범이다. 지금은 고인이 된 고(故) P. 람리의 노래 <Bunga Melor>와, 라페아흐 부앙의 <Bisikan Hati>가 리메이크되어 수록되었다. <Badarsila>, <Nirmala>, <Kurik Kundi> 3곡이 최고의 인기를 끌었으며, 이 중 <Nirmala>와 <Kurik Kundi>는 같은 사람(팍 응아)이 작곡했다.

## 수록곡
- Nirmala
- Joget Senyum Memikat
- Panas Berteduh Gelap Bersuluh
- Bisikan Hati
- Badarsila
- Syair Kamelia
- Di Batas Waktu
- Sulam Sembilan
- Bunga Melor
- Kurik Kundi

## 특징
- 1번 트랙 <Nirmala>, 5번 트랙 <Badarsila>, 10번 트랙 <Kurik Kundi>는 싱글로 발매되었다.
- 1번 트랙 <Nirmala>와 10번 트랙 <Kurik Kundi>는 같은 사람(팍 응아)에 의해 작곡되었다.
- 4번 트랙 <Bisikan Hati>의 원곡가수는 라페아흐 부앙이다.
- 9번 트랙 <Bunga Melor>의 원곡가수는 P. 람리이다.